# 恐怖雞
《恐怖雞》是一部由1997年11月29日至12月4日在香港上映的恐怖警匪電影，導演為曾謹昌、監製是杜琪峰和韋家輝，吳倩蓮、黎耀祥領銜主演。電影被影視及娛樂事務管理處編定為三級片。

## 劇情
葉小雁（吳倩蓮飾）在深圳的一個妓寨與來自黑龍江的妓女斯琴愛兒一起工作，其後小雁不明不白的把斯琴愛兒殺死，並盜用其身份來到香港。之後，她遇上當的士司機的陳啟明（黎耀祥飾），後者把她帶到屯門的村屋進行性交易。完事後，明把她送走，但雁卻故意在他家中的浴室留下了一條鏈子。
不久後，明遇到車禍，雙腿被輾瘸。其實肇事者正是小雁，她有意駕車將明撞至殘廢。之後，她又以拿回鏈子為由再到明的家中。成功進入明的居所後，雁露出真面目，並把明禁錮起來。幾天後，正值暴雨，明的母親擔心兒子的安危，故把4歲的孫女盈盈交給鄰居後到屯門探望兒子。此時，雁剛好出去接她的同謀關輝（陳　豪飾），但後者因天氣關係未有到來。同時，明母發現兒子出事後，打算救他，卻被剛回來的雁殺死。隨後，盈盈致電，問嫲嫲何時回來，輝通過電話教她要把女孩也一併殺死以及如何找到她。
雁走後明也在費盡氣力下逃脫，並設法救出女兒。可是，雁還是快一步，她騙說自己是明母的親戚，並把盈盈帶走。之後，盈盈與雁聊天，盈盈的天真加上患有心臟病使雁不忍心再殺人，但她還是把盈盈藏在櫃內。同時，她又把偷走的明打昏，再禁錮他。雁又向明解釋禁錮他是為了替她的同謀，也就是她的老公找一個新的身分。
此後，雁到入境處取身分證，卻巧合的被斯琴愛兒原來的丈夫遇到，後者質問雁為何身分證的名字"斯琴愛兒"和他妻子一樣，而他妻子來港後卻音信全無。雁否認此事並借機逃走，但斯琴愛兒的丈夫還是成功跟踨她到明的村屋。及後，他發現明和盈盈被禁錮，又把二人救出，還把雁打倒。這時，輝忽然出現，雙手已斷的他用鐵鈎把斯琴愛兒丈夫殺死。盈盈大驚，逃走後躲進狹窄的山洞。輝不久後發現她，又再打算下殺手，但雁不忍心，於是把沙泥封閉著洞口。
回到明家中後，二人把明的雙手斬斷，他也因失血過多而死。之後，輝帶著啓明的雙手，扮成手部受傷來到入境處補領遺失的身分證，成功蒙混過關。另一方面，由於暴雨的關係，被關在洞內的盈盈終被洪水沖走。雁和輝見到，欲抓她回來不果，盈盈最終沿洪水被沖至一群正在工作的工人處被救回。盈盈的得救也使警方揭發了輝和雁的惡行，二人被通緝而逃亡，雁怪自己一時心軟，不夠狠毒，最後功虧一簣，唯寄望下一次做得好一點...

## 演員表
- 吳倩蓮—葉小雁
- 黎耀祥—陳啟明
- 陳　豪—關輝
- 黃文慧—明母
- 元彬—斯琴愛兒原來的丈夫
- 賴苑彤—盈盈
- 林雪—工人之一

## 資料來源
1. 1 2  香港影庫

## 外部連結
- 香港影庫上《恐怖雞》的資料（繁體中文）
- 豆瓣电影上《恐怖雞》的資料 （简体中文）
- 时光网上《恐怖雞》的資料（简体中文）
- 互联网电影数据库（IMDb）上《恐怖雞》的资料（英文）